# Diakonie Österreich
Die Diakonie Österreich mit Sitz in Wien ist der Dachverband aller diakonischen evangelischen Anbieter in Österreich und besteht aus 30 Mitgliedsorganisationen mit rund 10.300 Mitarbeitern. Die Diakonie ist eine der fünf größten österreichischen Wohlfahrtsorganisationen und mit dem Österreichischen Spendengütesiegel ausgestattet. Leiter der Diakonie Österreich war von 1994 bis 2018 Pfarrer Michael Chalupka. Am 1. September 2018 wurde Maria Katharina Moser zur Direktorin ernannt.
Die Kernkompetenzen sind Altenarbeit und Pflege, Menschen mit Behinderungen & Inklusion, Flucht und Integration, Hilfe für Kinder und Jugendliche, Ausbildung und Schulen, Sozialraumorientierung, Hospiz, Gesundheit, Rettungsdienst und Krankentransport sowie Soziale Krisen.
Mit der Diakonie Katastrophenhilfe leistet die Diakonie Österreich weltweit humanitäre Hilfe bei Naturkatastrophen und kriegerischen Konflikten. Dabei geht es einerseits um humanitäre Soforthilfe im Krisenfall, andererseits um den mitunter mehrere Jahre dauernden Wiederaufbau sowie um Katastrophenvorsorge. Die Diakonie ist Mitglied der Hilfsaktion Nachbar in Not mit dem ORF als Medienpartner.
Im Bereich der Entwicklungszusammenarbeit ist die Diakonie mit der Aktion „Brot für die Welt“ international in Projekten tätig. Die Arbeitsschwerpunkte liegen hier in der Inklusion von Menschen mit Behinderungen, der Ernährungssicherung, Geschlechtergerechtigkeit und sozialen Inklusion. Sowohl die Diakonie Katastrophenhilfe als auch Brot für die Welt Österreich sind Mitglied der ACT Alliance.

## Geschichte
Nach Jahrhunderten der Verbote und Aussiedlungen wurde von Kaiser Joseph II. mit dem Toleranzpatent von 1781  die Ausübung der evangelischen Religion in Österreich wieder gestattet. Die gesetzliche Gleichstellung mit der römisch-katholischen Kirche erfolgte unter  Kaiser Franz Joseph I. 1861 mit dem Protestantenpatent.
Im Jahr 1873 gründete die evangelische Gräfin Elvine de La Tour auf ihrem Gut in Russiz bei Görz (Österreichisches Küstenland) ein Liebeswerk für Mädchen. Im gleichen Jahr begann Pfarrer Ernst Schwarz in Waiern in Kärnten mit der so genannten Kinder-Rettungsarbeit. Als erster Verein wurde 1874 von seinem Bruder, Pfarrer Ludwig Schwarz, der Verein für Innere Mission in Gallneukirchen in Oberösterreich gegründet, aus dem 1877 das Evangelische Diakoniewerk Gallneukirchen hervorging.
Ernst Schwarz gründete später das evangelische Diakoniewerk Waiern. Nach Gräfin de La Tours Tod 1916 wurde ein Teil ihres Vermögens in das Diakoniewerk Evangelische Stiftung de La Tour eingebracht. Bereits 1885 hatte sie mit ihrem Gatten das Schlossgut Treffen am Ossiacher See für die Kinderarbeit erworben.
Somit sind die Brüder Schwarz und die Gräfin de La Tour die Begründer der Diakonie in Österreich.
Im Jahr 1912 wurde der Zentralverein für Innere Mission gegründet, der nach dem Zweiten Weltkrieg in Evangelischer Zentralausschuss für Innere Mission und später in Evangelischer Zentralausschuss für Innere Mission und Diakonie in Österreich umbenannt wurde. Dieser Verein wurde vom Diakonischen Werk für Österreich abgelöst, heute als Diakonie Österreich bekannt.
In der Zeit des Nationalsozialismus war die Diakonie in Österreich mit der „Vernichtung lebensunwerten Lebens“, also der systematischen, staatlich durchgeführten Tötung von mental oder körperlich beeinträchtigten Menschen, konfrontiert. Im evangelischen Diakoniewerk Gallneukirchen in Oberösterreich wurden 64 Bewohner, vorwiegend Kinder, im Jahr 1941 von einem NS-Kommando abgeholt und ermordet. 2011 kam es zu einer wissenschaftlichen Aufarbeitung.

## Aufbau
Vier von den 30 Mitgliedsorganisationen sind ständige Mitglieder des Diakonischen Rates mit Sitz und Stimme: das Evangelische Diakoniewerk Gallneukirchen, die Diakonie de la Tour, das Diakonie Zentrum Spattstraße und die Diakonie Eine Welt. Diese sind auch die größten diakonischen Anbieter Österreichs.
Das 1877 gegründete Evangelische Diakoniewerk Gallneukirchen ist die größte und älteste diakonische Einrichtung in Österreich. Das Mutterhaus Bethanien liegt in der oberösterreichischen Kleinstadt Gallneukirchen im Unteren Mühlviertel, rund 14 Kilometer nordöstlich der Landeshauptstadt Linz. In den zahlreichen Tätigkeitsfeldern sind über 3.800 Menschen beschäftigt, die an über 200 Standorten in sechs Bundesländern sowie in Slowenien, Rumänien und Bosnien und Herzegowina wirken. Das Diakoniewerk Gallneukirchen betreut die Einrichtungen in Hermannstadt in Siebenbürgen (Rumänien) und in Mostar in Bosnien und Herzegowina.
Die Diakonie de la Tour ist der zweitgrößte diakonische Träger in Österreich. Mit mehr als 2.500 Mitarbeitern und 90 Einrichtungen in Kärnten, Osttirol und der Steiermark ist sie eine der größten Sozialorganisationen im Süden Österreichs. Die Schwerpunkte liegen in der Begleitung von Menschen in ihren unterschiedlichen Lebenslagen, darunter Menschen mit Behinderungen, Kinder, Schüler, Menschen mit Erkrankungen und Suchtproblematiken, Menschen im Alter, Familien sowie Menschen auf der Flucht.
Das Diakonie Zentrum Spattstraße in Linz widmet sicher der Behandlung und Begleitung von Kindern, Jugendlichen und jungen Erwachsenen sowie deren Familien in Krisen und Notsituationen. Sie ist im Eigentum der Evangelisch-methodistischen Kirche. In ganz Oberösterreich sind rund 1.000 Mitarbeiter im Einsatz.
Die Diakonie Eine Welt gem. GmbH. Sie vereint die Arbeitsbereiche Flüchtlingsarbeit, Sozialbarbeit und Bildungsarbeit (speziell in Wien und Niederösterreich). Sie wurde 2009 gegründet. Sie ist für die Führung und Weiterentwicklung des Evangelischen Hilfswerks in Österreich und des Evangelischen Schulwerks A.B. Wien verantwortlich. Rektor ist Wolfgang Ernst. Im Auftrag der Diakonie Österreich verwaltet die Diakonie Eine Welt die Organisationen Diakonie Austria. Die Diakonie Katastrophenhilfe und Brot für die Welt wurden ebenfalls lange Zeit von ihr geführt, wechselten aber 2023 wieder in die gemeinsame Verantwortung aller Mitglieder im Dach der Diakonie Österreich. Seit 2012 ist die Diakonie Eine Welt an Oikocredit beteiligt.
Weiters gibt es Anbieter im Burgenland sowie in der Steiermark, die Heilsarmee und die Johanniter-Unfallhilfe.
Die Diakonie ist ökumenisch ausgerichtet, darum gehören unter anderem die Altkatholische Diakonie der Altkatholischen Kirche Österreichs, die Heilsarmee Österreich und der Hilfsverein der Baptisten in Österreich zu den Mitgliedern der Diakonie Österreich.

## Direktoren
- 1969–1994: Pfarrer Ernst Gläser
- 1994–2018: Pfarrer Michael Chalupka[17]
- ab September 2018: Pfarrerin Maria Katharina Moser[18]

## Finanzierung
Die Diakonie veröffentlicht einen jährlichen Jahresbericht.
Im Jahr 2022 hatte die Diakonie in ganz Österreich rund 568 Mio. Euro zu verwalten und Dienstleistungen bereitzustellen, die diesem Wert entsprechen. Zwei Drittel dieser Mittel stammen aus der öffentlichen Hand, ein Fünftel kommt aus privaten Beiträgen (für Leistungen von Krankenhäusern, Schulen und anderen Einrichtungen), der Rest aus Spenden und kirchlichen Mitteln.
Laut Fundraising Verband Austria beläuft sich der Spendeneingang der Diakonie – Brot für die Welt für 2020 auf 9,71 Millionen Euro. Das entspricht knapp 2,3 % der für die Arbeit zur Verfügung stehenden Mittel.
Die Diakonie ist seit dem Jahr 2003 durchgängig mit dem österreichischen Spendengütesiegel ausgezeichnet.
Die Umsätze der Diakonie sind von der Umsatzsteuer befreit.

## Internationale Zusammenarbeit und Aufgaben
In Europa arbeiten mehrere Diakonische Werke verschiedener Länder in „Eurodiaconia“ zusammen. Sie vertreten damit gemeinsam die Interessen der Mitgliedsverbände gegenüber den europäischen Institutionen.
Weltweit sind die diakonischen Werke in einem Weltverband zusammengeschlossen. Die europäischen Verbände sind in der Regionalversammlung „Europ-Africa“ eingebunden.

## Bedeutung des Symbols
Das Logo enthält das Kronenkreuz, das Richard Boeland von der Kunstschule Berlin im Jahre 1925 entworfen hatte. Es stellte ursprünglich die künstlerische Verbindung der Buchstaben I und M (Innere Mission) dar. Bekannt wurde es aber als Kronenkreuz, wobei das zu erkennende Kreuz für Not und Tod steht und die Krone für Hoffnung und Auferstehung. Das Signet wurde bei der Gründung des Diakonischen Werkes der Ev. Kirche in Deutschland im Jahre 1957 als eigenes Symbol übernommen.